# Đơn vị đo thời gian
Một đơn vị đo thời gian là một thời gian chuẩn (thường không đổi theo thời gian) dùng để làm mốc so sánh về độ lớn cho mọi thời gian khác.